# Catalaanse kustdepressie
| ■ Pyreneeën ■ Prepyreneeën ■ Centrale depressie van Catalonië ■ Pequeñas uitlopers in de centrale depressie | ■ Cordillera Transversal ■ Serralada Prelitoral ■ Cordillera Litoral ■ Depressies langs de kust, Catalaanse kustdepressie en kustvlakten |

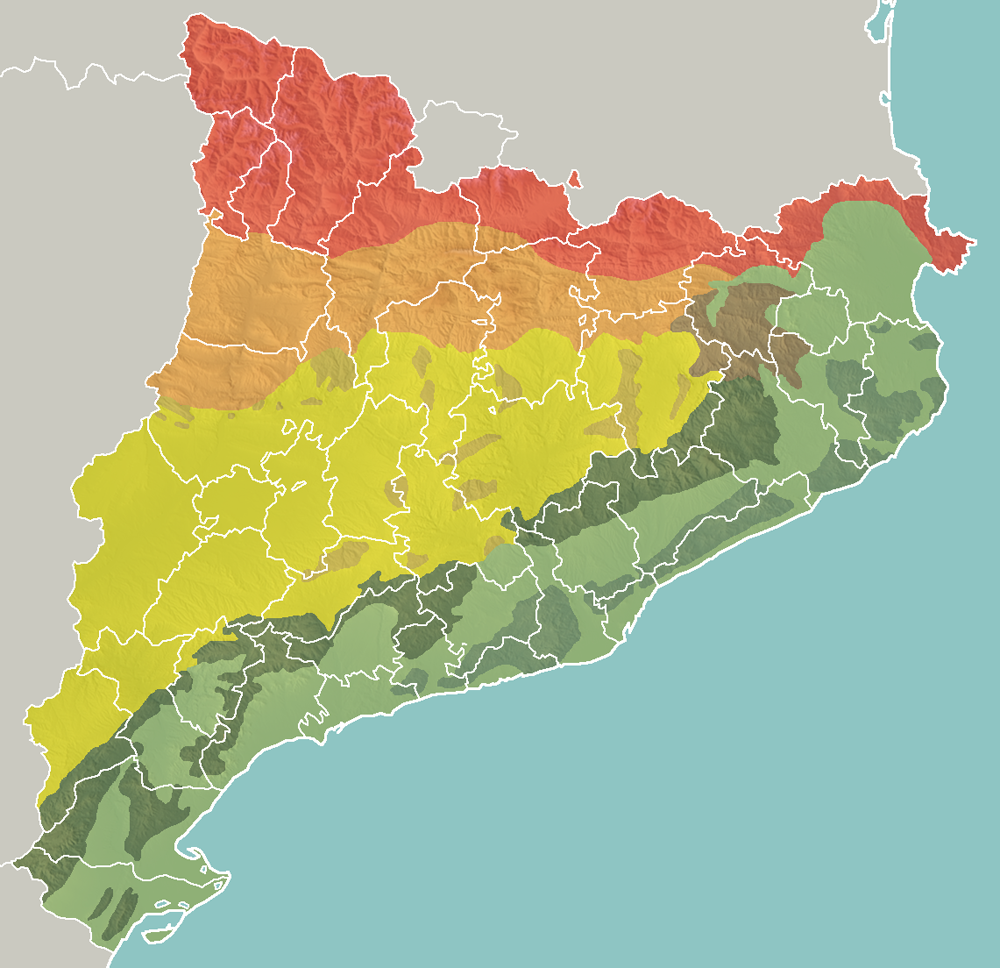
Geomorfologie van Catalonië

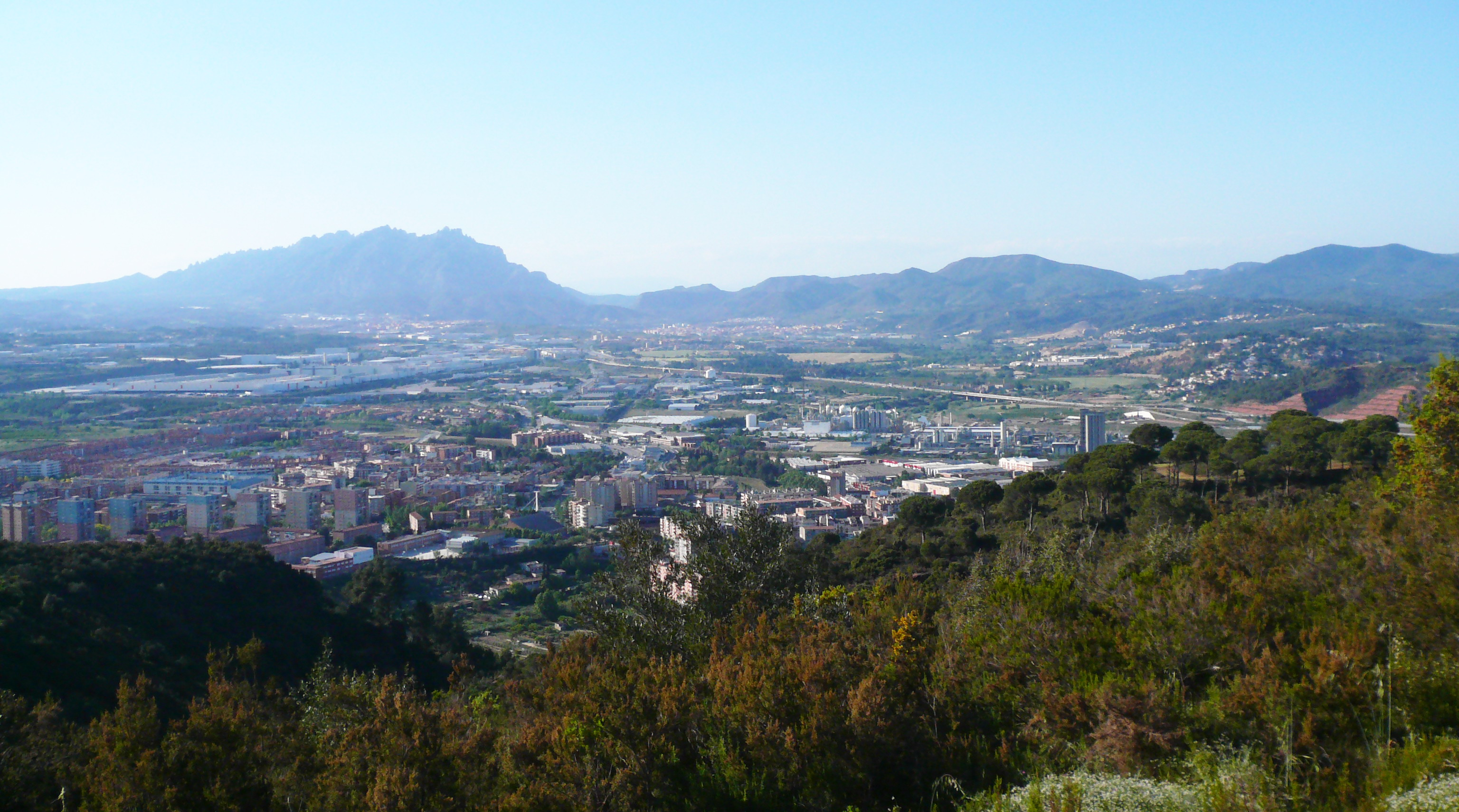
Catalaanse kustdepressie in het noorden van buurt van Baix Llobregat

De Catalaanse kustdepressie, Catalaans: Depressió Litoral Catalana, is een natuurlijke depressie tussen de Serralada Prelitoral en de Middellandse Zee. Het maakt deel uit van het Catalaans Kustgebergte.
Het ligt in delen van de volgende comarca's en gebieden: Empordà, Gironès, Selva, Maresme, Vallès, Barcelonès, Baix Llobregat, Penedès, Tarragonès, Baix Camp en Baix Ebre.
De Catalaanse kustdepressie is ongeveer 300 km lang en gemiddeld ongeveer 20 km breed. Sommige belangrijke Catalaanse steden bevinden zich in deze regio.
De natuur in het Catalaanse kustgebergte heeft te lijden onder de bebouwing.

## Websites
- Catàleg Col·lectiu de les Universitats de Catalunya, publicaties over de Catalaanse kustdepressie